# Letna kožica
Letna kožica (Patagium) je naziv za kožnu tvorbu koja služi kao noseća površina (s ili bez konstrukcije koja ju podržava) koja se razvila kod kralježnjaka. Za aktivno letenje razvila se samo kod šišmiša, a kod drugih vrsta služi samo za pasivno "klizanje" ili nešto poput padobrana, za produženi skok, "klizanje" s jednog na drugo stablo ili sa stabla na tlo, što životinje često potpomažu lepršavim pokretima ekstremiteta. Pri tome, oni nisu u stanju određivati smjer, pravac niti trajanje svog "leta", odnosno "klizanja". Struktura od koje su građene letne kožice kao i njihov položaj u odnosu na tijelo su od vrste do vrste sasvim različite.

## Sisavci
Sisavci mogu imati letnu kožicu razvijenu na četiri različita mjesta:
1. Propatagium se nalazi između vrata i prednjih udova
2. Plagiopatagium se pruža uzduž tijela, između prednjih i stražnjih udova
3. Uropatagium je između repa i stražnjih udova
4. Šišmiši ili netopiri imaju s obje strane tijela letnu kožicu proraštenu mišićnim tkivom, živcima i krvnim sudovima a kao podrška kožici služe produžene kosti šake, prstiju (osim palca), kao i podlaktice i nadlaktice.

Kožuškari (Dermoptera): Pro-, Plagio- i Uropatagium
Kližuće vjeverice ili "leteće vjeverice" (Pteromyinae): Plagiopatagium; Pro- i Uropatagium vrlo su malene
Bodljorepe vjeverice (Anomaluridae): Plagio- i Uropatagium
Leteći penjaši (Petauridae) (tobolčari): imaju dlakavu letnu kožicu između prednjih i zadnjih nogu (Plagiopatagium)

## Gmazovi
Leteći zmaj (Draco volans, Draco spilontus): ovaj gušter ima postrane kožice koje napinje uz pomoć produženih rebara, a kad miruje, priljubljeni su uz tijelo. Spljošteno tijelo povećava mu aerodinamičnost, dok mu rep služi kao kormilo. Na taj način može "jedriti" do osam metara.

## Ribe koštunjače
Poletuše (Exocoetidae): Kratkim, brzim udarcima donjeg dijela produžene repne peraje izbacuju se iz vode i jedre velikim, krilastim prednjim perajama najčešće 1 metar, a u povoljnim uvjetima i do 10 metara iznad vode. Još prije 200 milijuna godina živjeli su u Tetisu, ranom oceanu na području današnjeg Sredozemlja i Alpa prvi predstavnici letećih riba. Kod fosilnih nalaza dobro se razaznaju snažno raširene prsne peraje kao i produžen donji dio repne peraje.

## Vodozemci
Indonezijska leteća žaba (Rhacophorus): Prsti prednjih kao i zadnjih nogu su izraženo povezani kožicom. Potpuno ispruženi, oni omogućuju žabi da manje-više usmjereno "jedri" kamo namjerava.